# Gymnuromys roberti
Il voalavoanala (Gymnuromys roberti  Forsyth Major, 1896) è un roditore della famiglia dei Nesomiidi, unica specie del genere Gymnuromys (Forsyth Major, 1896), endemico del Madagascar.

## Descrizione

### Dimensioni
Roditore di medie dimensioni, con la lunghezza della testa e del corpo tra 177 e 186 mm, la lunghezza della coda tra 210 e 212 mm, la lunghezza del piede tra 38 e 39 mm, la lunghezza delle orecchie tra 21 e 22 mm e un peso fino a 170 g.

### Caratteristiche craniche e dentarie
Il cranio presenta un rostro lungo e sottile, una scatola cranica liscia e tondeggiante e le bolle timpaniche piccole. I fori palatali sono corti. Gli incisivi superiori sono lisci, arancioni ed opistodonti, ovvero con le punte rivolte verso l'interno della bocca. I molari hanno le cuspidi trasformate in lamine trasversali ed il terzo è più grande degli altri due, caratteristica unica tra tutti i Nesomiidi.
Sono caratterizzati dalla seguente formula dentaria:

### Aspetto
Il corpo è tozzo. La pelliccia è lucida, le parti dorsali sono grigio scure mentre le parti ventrali sono bianche con la base dei peli grigia. Il muso è corto ed appuntito, gli occhi sono relativamente piccoli. Le orecchie sono corte e rotonde. Il dorso delle zampe è ricoperto di corti peli biancastri. I piedi sono lunghi e larghi, le dita più esterne sono relativamente corte. Le piante hanno sei cuscinetti carnosi. La coda è lunga circa quanto la testa ed il corpo, è cosparsa di pochi peli, è scura sopra e bianca sotto. Le femmine hanno un paio di mammelle post-ascellari, un paio addominale ed uno inguinale.

## Biologia

### Comportamento
È una specie terricola e notturna. Scava tane nel terreno fino ad una profondità di un metro, costituite da una lunga galleria terminante in una piccola camera, solitamente sotto tronchi abbattuti o altre coperture del terreno. 

### Alimentazione
Si nutre di frutta.

### Riproduzione
Giovani esemplari sono stati osservati nel mese di dicembre.

## Distribuzione e habitat
Questa specie è diffusa negli altopiani orientali del Madagascar.
Vive nelle foreste umide montane tra 500 e 1.800 metri di altitudine. Preferisce un sottobosco con vegetazione sparsa ed è tollerante alle modifiche ambientali, essendo stata osservata in foreste secondarie.

## Conservazione
La IUCN Red List, considerato il vasto areale, la popolazione presumibilmente numerosa e la presenza in diverse aree protette, classifica G.roberti come specie a rischio minimo (Least Concern).